# Real Estelí F.C.
Real Estelí Fútbol Club je nikaragvanski nogometni klub koji nastupa u domaćoj prvoj ligi (špa. Campeonato Nacional de Fútbol de Primera División). Klupski stadion je Estadio Independencia te se nalazi na sjevernom dijelu grada Estelí, odakle je klub.
Real Estelí je drugi najuspješniji nogometni klub u Nikaragvi nakon Diriangéna te je do sada osvojio deset domaćih prvenstava.

## Povijest
Nogometni klub je osnovan 1960. godine kao Estelí FC, a današnje ime je dobio 1961. Momčad svoje domaće utakmice igra na Estadio Independencia, jednom od najvećih nogometnih stadiona u Nikaragvi kapaciteta 4.800 gledatelja. Real Estelí je poznat pod nadimkom "Vlak sa sjevera" (špa. El Tren del Norte) jer klub dolazi iz nikaragvanske sjeverne pokrajine Las Segovias.
Klub je ušao u nogometnu povijest Nikaragve i srednjeameričkog nogometa kada je 2004. iz prvog kruga Copa Interclubes UNCAF eliminirao momčad Real España. Time je postao prvi klub iz Nikaragve koji je prošao u drugi krug tog natjecanja.
Real Estelí je od 1986. godine pa do danas uvijek domaće prvenstvo završavao među prvih pet momčadi.

## Klupski grb
Klupski grb se sastoji od krune koja predstavlja Kraljevstvo (špa. Real) a slične oznake krune se mogu vidjeti i na grbovima mnogih španjolskih nogometnih klubova koji u svojim imenima imaju prefiks Real, i to: Real Betis, Real Madrid CF, Real Zaragoza i dr.
Dvije zlatne zvijezde (po jedna na lijevom, odnosno desnom uglu grba) označavaju dva nacionalna prvenstva koja je klub osvojio (1991. i 1999.) dok crveno-bijele pruge označavaju klupske boje.
Logo kluba su redizajnirali i digitalizirali Nakor'd J. García i Michael D. Raney 2000. godine. Oni su svoje grafičko rješenje temeljili na izvornome dizajnu koji su izradili Arnulfo Rivera Zeledón i Johnny Herrera Vallejos.

## El Clásico
Real Estelí i Diriangén FC su dva najjača nikaragvanska nogometna kluba koji imaju žestoko rivalstvo te su njihove utakmice poznate kao El Clásico.

## Značajniji klupski treneri
| - Rigoberto Núñez (1961.) - Leonidas Rodríguez Rodríguez (1991.) - Ramón Otoniel Olivas (2004. – 2008.) - Roy Posas (2009.) - Ramón Otoniel Olivas (2010. - danas) |

## Klupski trofeji
- Primera División de Nicaragua: 1991., 1999., 2003., 2003. (A), 2004. (C), 2007., 2008., 2009., 2010. (C), 2011. (C).
- Copa de Nicaragua: 1991.
- Finalisima: 2009.